# Ace Rusevski
Ace Rusevski (mazedonisch Аце Русевски; * 30. November 1956 in Kumanovo, SFR Jugoslawien) ist ein ehemaliger jugoslawischer Boxer mazedonischer Nationalität. Er gewann eine Bronzemedaille im Leichtgewicht bei den Olympischen Sommerspielen 1976 in Montreal und erreichte einen fünften Platz im Halbweltergewicht bei den Olympischen Sommerspielen 1980 in Moskau. Darüber hinaus war er vierfacher Jugoslawischer Meister, zweifacher Balkanmeister, Mittelmeerspielesieger und Europameister.

## Amateurkarriere
Ace Rusevski trainierte beim Boxclub Kumanovo und wurde vierfacher Jugoslawischer Meister; 1977 und 1978 im Leichtgewicht sowie 1979 und 1980 im Halbweltergewicht. Darüber hinaus gewann er die Balkanmeisterschaften 1975 in Sofia und 1976 in Zagreb, sowie die Mittelmeerspiele 1979 in Split. Sein größter Erfolg im Nachwuchsbereich war der Gewinn einer Bronzemedaille im Federgewicht bei der Junioren-Europameisterschaft 1974 in Kiew.
Bei den Olympischen Sommerspielen 1976 in Montreal besiegte er Gerard Hamill, Roberto Andino, Reinaldo Valiente und Yves Jeudy, ehe er erst im Halbfinale gegen den späteren Olympiasieger Howard Davis unterlag und dadurch eine Bronzemedaille gewann. Für diesen Erfolg wurde er zu Mazedoniens Sportler des Jahres gewählt. 1977 gewann er die Europameisterschaft in Halle (Saale) mit jeweils einstimmigen Siegen gegen Hasan Oğuz, Ryszard Tomczyk, René Weller und Christian Zornow.
Bei der Weltmeisterschaft 1978 in Belgrad verlor er durch verletzungsbedingten Abbruch im Achtelfinale gegen den späteren Weltmeister Andeh Davidson und bei der Europameisterschaft 1979 in Köln nach Punkten in der Vorrunde gegen Karl-Heinz Krüger.
Bei den Olympischen Sommerspielen 1980 in Moskau schlug er Margarit Atanasow und Boualem Belaouane, ehe er im Viertelfinale knapp mit 2:3 gegen den späteren Goldmedaillengewinner Patrizio Oliva ausschied.
Er beendete im Anschluss nach 280 Kämpfen mit 267 Siegen seine Amateurkarriere und wechselte in das Profilager.

## Profikarriere
Von März 1981 bis Juni 1987 boxte er als Profi und bestritt 23 Kämpfe, von denen er 18 gewann, bei drei Unentschieden und zwei Niederlagen. Zwei seiner Siege erzielte er 1983 gegen Tony Habermayer.

## Sonstiges
Nach seiner Wettkampfkarriere arbeitete er als Boxtrainer in Kumanovo und fand 1999 Aufnahme in den Club der Großen (Клубот на великаните) des Mazedonischen Olympischen Komitees.